# 岡見文克
岡見 文克（おかみ ふみかつ、1967年3月24日 - ）は、日本の俳優、声優、演出家。東京都出身。舞台を中心に活動している。

## 出演作品

### 吹き替え
2004年
- 悪魔のえじき2（ジェリー）
- ゾンビ・オブ・ザ・デッド（スタン）
- ブラッド・フィースト 血の祝祭日2（ルーミス）
- ミートマーケット 人類滅亡の日（ハバード）
  - ミートマーケット ゾンビ撃滅作戦（オッペンハイム博士）

### 舞台
2013年
- 匿名家族